# Chekhovichite
La chekhovichite è un minerale.